# Belval-sous-Châtillon

Belval-sous-Châtillon este o comună în departamentul Marne, Franța. În 2009 avea o populație de 173 de locuitori.